# 8 Comae Berenices
8 Comae Berenices är en vit stjärna i stjärnbilden Berenikes hår. Stjärnan är av visuell magnitud +6,22 och knappt synlig för blotta ögat vid god seeing. 8 Com är därmed den sjätte bland de ljusstarkaste stjärnorna i Comahopen, Melotte 111.  Den befinner sig på ett avstånd av ungefär 280 ljusår.